# Limnophila pullipes
Limnophila pullipes är en tvåvingeart som beskrevs av Alexander 1938. Limnophila pullipes ingår i släktet Limnophila och familjen småharkrankar. Inga underarter finns listade i Catalogue of Life.